# Хантсвил (Мисури)
Хантсвил (енгл. Huntsville) град је у америчкој савезној држави Мисури.

## Демографија
По попису из 2010. године број становника је 1.564, што је 11 (0,7%) становника више него 2000. године.
| Група             | 2000.         | 2010.         |
| Белци             | 1.413 (91,0%) | 1.435 (91,8%) |
| Афроамериканци    | 95 (6,1%)     | 81 (5,2%)     |
| Азијати           | 1 (0,1%)      | 4 (0,3%)      |
| Хиспаноамериканци | 10 (0,6%)     | 19 (1,2%)     |
| Укупно            | 1.553         | 1.564         |